# زنان هرزه
زنان هرزه (فرانسوی: Les héroïnes du mal‎) یک فیلم اروتیک به کارگردانی والرین بروفچیک محصول سال ۱۹۷۹ است. از بازیگران آن می‌توان به مارینا پیرو و ژان-کلود دریفوس اشاره کرد.